# Dodecanal
El dodecanal és un compost orgànic de la classe dels aldehids i que està constituït per una cadena lineal de dotze carbonis amb un grup carbonil {\displaystyle {\ce {C=O}}}en un dels seus extrems. La fórmula molecular és {\displaystyle {\ce {C12H24O}}}. És un component de diversos olis essencials, destacant l'oli de kesom, extret de l'herba Persicaria minor, que el conté en un 44,1 %.

## Estat natural

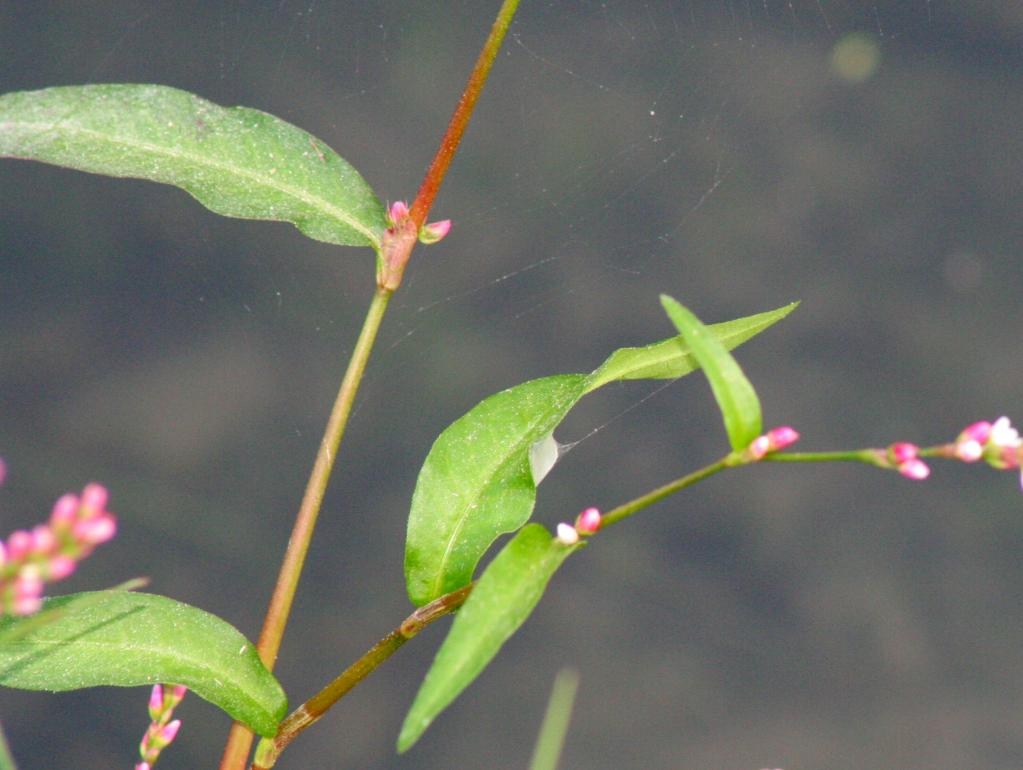
Persicaria minor.

El dodecanal és el principal component (44,1 %) de l'oli de kesom, extret de l'herba Persicaria minor o Polygonum minus Huds., originària de Malàisia. Altres olis essencials que el contenen en concentracions superiors al 0,1 % són el de les fulles de bètel (Piper betle), fins a un 7,1 %; l'oli de les fulles de coriandre o celiandre (Coriandrum sativum)', entre 1,0 i 1,7 %; i de les flors de l'estepa ladanífera (Cistus ladanifer), fins a l'1,1 %. També és present en olis essencials de les agulles de diverses espècies de pins, en les taronges i altres cítrics.

Chanel núm. 5.

## Propietats
El dodecanal es presenta en forma de líquid incolor o groc molt pàl·lid, o sòlid, amb una forta olor floral. Té un punt de fusió de 44,5 °C i un d'ebullició de 185 °C a 100 mmHg. La seva densitat es troba entre 0,826-0,836 g/cm³ i un índex de refracció entre 1,433-1,439. És soluble en etanol i pràcticament insoluble en aigua (4,65 mg/L a 25 °C).

## Usos
La principal aplicació del dodecanal és en perfumeria i és un dels aldehids emprats en la formulació del famós perfum Chanel núm. 5 creat per Ernest Beaux el 1921. Es fa servir per aconseguir fragàncies de pi amb notes grasses i ceroses, en aromes de cítrics en alimentació i altres.